# 山楝属
山楝属（学名：Aphanamixis）是楝科下的一个属，为乔木或灌木植物。该属共有约25种，分布于印度、中南半岛、马来西亚。
属名Aphanamixis源于aphania（滇赤才属）和拉丁语mixis（混淆）的合成词，指本属与滇赤才属易混淆。

## 下属物种
本属包括以下物种：
- Aphanamixis borneensis Harms
- 山楝 Aphanamixis polystachya (Wall.) R.Parker
- Aphanamixis sumatrana Ridl.